# Sònia Guirado Crespo
Sònia Guirado Crespo (Badalona, 16 de novembre de 1976) és una exnedadora amb discapacitat física.
Nascuda a Badalona, resident al barri de Sant Crist de Can Cabanyes. Des de la seva infància va entrar al Club Esportiu Minusvàlids Bètulo, amb el qual va competir en la categoria S3. Va disputar els Jocs Paralímpics de Barcelona (1992), on va obtenir una medalla d'or en la prova de 50 metres esquena i dues de bronze en els 100 i 50 metres lliures, i als d'Atlanta (1996), on, tret dels 50 metres papallona, va quedar cinquena en totes les modalitats en què va participar. Posteriorment ha treballat per a empreses de la ONCE i la seva fundació, Ilunion. El 2017 va ser homenatjada durant el 38è Trofeu Internacional Ciutat de Barcelona de Natació al costat d'altres nedadors paralímpìcs.